# Балге
Балге (њем. Balge) општина је у њемачкој савезној држави Доња Саксонија. Једно је од 36 општинских средишта округа Нинбург (Везер). Према процјени из 2010. у општини је живјело 1.797 становника. Посједује регионалну шифру (AGS) 3256001.

## Географски и демографски подаци
Балге се налази у савезној држави Доња Саксонија у округу Нинбург (Везер). Општина се налази на надморској висини од 23 метра. Површина општине износи 33,1 km². У самом мјесту је, према процјени из 2010. године, живјело 1.797 становника. Просјечна густина становништва износи 54 становника/km².